# Louches
Louches és un municipi francès situat al departament del Pas de Calais i a la regió dels Alts de França. L'any 2007 tenia 853 habitants.

## Demografia

### Població
El 2007 la població de fet de Louches era de 853 persones. Hi havia 298 famílies de les quals 64 eren unipersonals (34 homes vivint sols i 30 dones vivint soles), 81 parelles sense fills, 140 parelles amb fills i 13 famílies monoparentals amb fills.
La població ha evolucionat segons el següent gràfic:
Habitants censats

### Habitatges
El 2007 hi havia 359 habitatges, 314 eren l'habitatge principal de la família, 26 eren segones residències i 20 estaven desocupats. Tots els 352 habitatges eren cases. Dels 314 habitatges principals, 236 estaven ocupats pels seus propietaris, 70 estaven llogats i ocupats pels llogaters i 7 estaven cedits a títol gratuït; 13 tenien dues cambres, 51 en tenien tres, 95 en tenien quatre i 155 en tenien cinc o més. 260 habitatges disposaven pel capbaix d'una plaça de pàrquing. A 117 habitatges hi havia un automòbil i a 159 n'hi havia dos o més.

### Piràmide de població
La piràmide de població per edats i sexe el 2009 era:
| Homes | Edats   | Dones |
| ----- | ------- | ----- |
| 0     | 95 o +  | 0     |
| 0     | 90 a 94 | 8     |
| 0     | 85 a 89 | 12    |
| 4     | 80 a 84 | 0     |
| 8     | 75 a 79 | 12    |
| 12    | 70 a 74 | 20    |
| 32    | 65 a 69 | 12    |
| 8     | 60 a 64 | 16    |
| 16    | 55 a 59 | 12    |
| 20    | 50 a 54 | 32    |
| 40    | 45 a 49 | 52    |
| 32    | 40 a 44 | 24    |
| 20    | 35 a 39 | 20    |
| 12    | 30 a 34 | 20    |
| 28    | 25 a 29 | 20    |
| 36    | 20 a 24 | 20    |
| 32    | 15 a 19 | 48    |
| 24    | 10 a 14 | 20    |
| 20    | 5 a 9   | 8     |
| 12    | 0 a 4   | 16    |

## Economia
El 2007 la població en edat de treballar era de 567 persones, 409 eren actives i 158 eren inactives. De les 409 persones actives 358 estaven ocupades (213 homes i 145 dones) i 52 estaven aturades (22 homes i 30 dones). De les 158 persones inactives 34 estaven jubilades, 52 estaven estudiant i 72 estaven classificades com a «altres inactius».

### Ingressos
El 2009 a Louches hi havia 332 unitats fiscals que integraven 918,5 persones, la mediana anual d'ingressos fiscals per persona era de 16.005 €.

### Activitats econòmiques
Dels 22 establiments que hi havia el 2007, 2 eren d'empreses extractives, 1 d'una empresa alimentària, 4 d'empreses de construcció, 5 d'empreses de comerç i reparació d'automòbils, 1 d'una empresa de transport, 2 d'empreses d'hostatgeria i restauració, 1 d'una empresa financera, 1 d'una empresa de serveis, 3 d'entitats de l'administració pública i 2 d'empreses classificades com a «altres activitats de serveis».
Dels 7 establiments de servei als particulars que hi havia el 2009, 1 era un paleta, 3 empreses de construcció, 2 perruqueries i 1 restaurant.
Dels 2 establiments comercials que hi havia el 2009, 1 era una fleca i 1 una joieria.
L'any 2000 a Louches hi havia 16 explotacions agrícoles que ocupaven un total de 962 hectàrees.

## Equipaments sanitaris i escolars
El 2009 hi havia una escola elemental integrada dins d'un grup escolar amb les comunes properes formant una escola dispersa.

## Poblacions més properes
El següent diagrama mostra les poblacions més properes.